# Catarina Lindqvist
Anna Catarina Lindqvist Ryan (Kristinehamn, 13 de junho de 1963) é uma ex-tenista profissional sueca.